# ФК Сент Етјен
ФК Сент Етјен (фр. Association sportive de Saint-Étienne Loire) је професионални француски фудбалски клуб из града Сент Етјен и тренутно игра у Другој лиги Француске.
Клуб је основан 1919. године, док је 1933. постао професионалан и добио данашње име. Домаће утакмице игра на стадиону Жофроа-Гишар, капацитета 35.616 седећих места. Он је један од најуспешнијих клубова у историји Француског фудбала са освојених 10 титула у националном првенству, као и 6 трофеја националног купа, 5 Суперкупа и 1 Лига купа. Њихов највећи ривал је Олимпик Лион из оближњег Лионa.

## Успеси

### Национални
- Прва лига Француске :
  - Првак (10): 1957, 1964, 1967, 1968, 1969, 1970, 1974, 1975, 1976, 1981.
  - Вицепрвак (3): 1946, 1971, 1982.

- Друга лига Француске:
  - Првак (3): 1963, 1999, 2004.
  - Вицепрвак (2): 1938, 1986.

- Куп Француске:
  - Освајач (6): 1962, 1968, 1970, 1974, 1975, 1977.
  - Финалиста (3): 1960, 1981, 1982.

- Суперкуп Француске:
  - Освајач (5): 1957, 1962, 1967, 1968, 1969.

- Лига куп Француске:
  - Освајач (1): 2013.

- Куп Гамбардела:
  - Освајач (3): 1963, 1970, 1998.

- Куп Шарл Драго:
  - Освајач (2): 1955, 1958.

### Међународни
- Куп европских шампиона:
  - Финалиста (1): 1976.
  - Полуфинале (1): 1975.
  - Четвртфинале (1): 1977.

- УЕФА куп:
  - Четвртфинале (1): 1980, 1981